# N’harea
N’harea (auch Nharea, Nharêa, N’haréa und N’hârea) ist eine Kleinstadt in Angola, im Südwesten Afrikas.

## Geschichte
Mitte des 19. Jahrhunderts siedelten sich hier holländische Händler an, und der Ort wurde ein Handelsstützpunkt, der von Andulo als zuständigem Verwaltungsstützpunkt (Posto administrativo) aus verwaltet wurde. Die ersten Portugiesen ließen sich 1893 hier nieder und gründeten in der heutigen Gemeinde Gamba einen weiteren Verwaltungsstützpunkt. 1965 erhob die Verwaltung der Portugiesischen Kolonie Angola den Ort N’harea zur Kleinstadt (Vila) und machte ihn zum Sitz eines eigenen Kreises.
Nach der Unabhängigkeit Angolas 1975 erlebte der Ort im Verlauf des Angolanischen Bürgerkriegs verheerende Zerstörungen. Seit dem Ende des Bürgerkriegs 2002 wurden eine Vielzahl Maßnahmen zum Wiederaufbau ergriffen. So erhielt der Ort erstmals eine durchgehend asphaltierte Straße nach Andulo und Kuito, zudem wurden u. a. Betonbrücken über die Flüsse Cunene, Cunhinga und Nduluma errichtet, Bildungs- und Gesundheitseinrichtungen neugebaut, und Wohnungsbauprojekte in Angriff genommen.

## Verwaltung
N’harea ist Sitz eines gleichnamigen Landkreises (Município) in der Provinz Bié. Der Kreis hat über 100.000 Einwohner (Schätzung 2013) auf einer Fläche von 7560 km².
Fünf Gemeinden (Comunas) bilden den Kreis N’harea:
- Calei
- Dando
- Gamba
- Lúbia
- N’harea

## Bildung
Trotz einer Reihe Neubauten und Renovierungsarbeiten sind noch immer eine Vielzahl Schulen in schlechtem Zustand. So traten zum Beginn des Lehrjahres 2013/2014 zahlreiche Lehrer ihren Dienst nicht an und nannten als Grund unzumutbare Zustände.
Zum Lehrjahr 2013/2014 waren im Kreis N’harea etwa 50.000 Schüler der ersten bis 12. Klasse eingeschrieben. 377 Lehrer an 271 Schulen sind dazu von der Kreisverwaltung vorgesehen.

## Wirtschaft
Der Kreis ist landwirtschaftlich geprägt. Landwirtschaft und Flussfischerei wird vorwiegend in Subsistenzwirtschaft betrieben.
Seit 2008 wurde zudem die Wiederaufnahme der Kaffeeproduktion gefördert, insbesondere wurden Kleinbauern Material und Kredite zur Verfügung gestellt. 2013 betrug die Ernte der 55 offiziell registrierten Kaffeepflanzer der Kreise Andulo und N’harea bereits 34 Tonnen, von denen jedoch nur 20 Tonnen verkauft werden konnten. Gründe waren zum einen der Ausfall der einzigen Anlage in der Region zur Schälung der Kaffeebohnen, die zwei Tonnen am Tag zu schälen vermag. Zum anderen blieb die Nachfrage nach der lokalen Produktion bisher hinter den Erwartungen zurück. Die Regierung der Provinz Bié zeigte sich nach dieser Kaffee-Bilanz 2013 besorgt, da die Produzenten den Anbau nun vorerst nicht weiter auszubauen gedenken.